# Mammillaria lenta
Mammillaria lenta (укр. Мамілярія в'яла, Мамілярія лента) — сукулентна рослина з роду мамілярія (Mammillaria) родини кактусових (Cactaceae).

## Етимологія

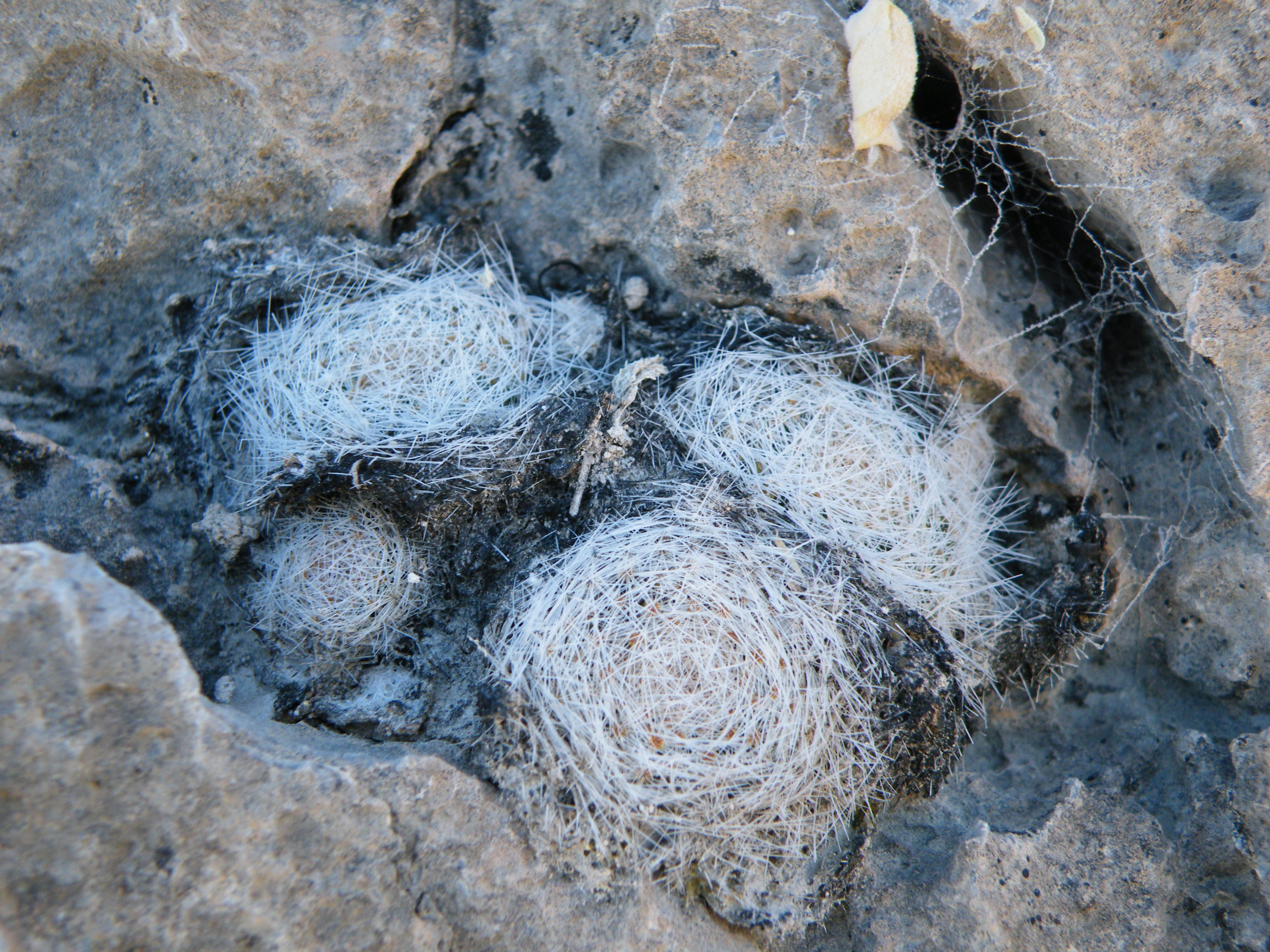
Група Mammillaria lenta поблизу В'єска, Коауїла

Видова назва походить від лат. lenta — гнучка, в'яла, що пов'язано з тургором стебла.

## Ареал і екологія
Mammillaria lenta є ендемічною рослиною Мексики. Ареал розташований у штаті Коауїла, зокрема у В'єска, Паррас, Куатро-С'єнегас-де-Карранса, Серро-Бола, Пінає-де-Леон, Ель-Ампаро. Рослини зростають на висоті 900—1 400 метрів над рівнем моря на крутих вапнякових породах, серед напівпустельних чагарників.

## Морфологічний опис
Рослини кущаться від основи, з віком формують великі плоскі групи.
| Орган              | Опис                                                                                            |
| Стебло             | кулясте або здавлено-кулясте, в діаметрі 3-5 см, 1-2 см заввишки.                               |
| Епідерміс          | від яскраво-зеленого до жовто-зеленого кольору.                                                 |
| Маміли             | тонкі, конічні, твердуваті, без молочного соку.                                                 |
| Ареоли             |                                                                                                 |
| Аксили             | з коротким, пухом, що не опадає, і з невеликою кількістю щетинок.                               |
| Центральні колючки | немає.                                                                                          |
| Радіальні колючки  | 30-40, густі, тонкі, білі або трохи жовтуваті, 3-7 мм завдовжки.                                |
| Квіти              | білі, з рожевими або пурпуровими центральними прожилками, до 20 мм завдовжки, 25 мм в діаметрі. |
| Бутони             |                                                                                                 |
| Зовнішні пелюстки  |                                                                                                 |
| Внутрішні пелюстки |                                                                                                 |
| Тичинки            |                                                                                                 |
| Маточка            |                                                                                                 |
| Плоди              | булавоподібні, червоні, до 10 мм завдовжки.                                                     |
| Насіння            | чорне.                                                                                          |

## Використання
Mammillaria lenta збирається для використання як декоративна рослина.

## Утримання в культурі
Росте дуже повільно. Потребує максимально можливого сонячного освітлення, яке забезпечить компактне зростання, красиві колючки і рясне цвітіння. Цвіте в культурі неохоче; необхідно гарне сонячне розташування, щоб вона цвіла регулярно і рясно. При поливі важливо не перелити і забезпечити проникну ґрунтову суміш.

## Чисельність, охоронний статус та заходи по збереженню
Mammillaria lenta входить до Червоного списку Міжнародного союзу охорони природи видів, з найменшим ризиком (LC).
Зустрічається на території площею 16 000 км². Чисельність популяції стабільна. Існує певне незаконне збирання і небезпека від випасу кіз, але це не є серйозною загрозою. 
Mammillaria lenta не зустрічається в жодній з природоохоронних територій. 
У Мексиці ця рослина занесена до національного переліку видів, що перебувають під загрозою зникнення, де вона включена до категорії «у загрозливому стані».
Охороняється Конвенцією про міжнародну торгівлю видами дикої фауни і флори, що перебувають під загрозою зникнення (CITES).